# 殷承敍
殷承敘（？—1524年），字民化，陝西蘭州衛軍籍，湖廣武昌府江夏縣人，明朝政治人物。

## 生平
正德八年（1513年）癸酉科陝西鄉試舉人，九年（1514年）甲戌科進士。授南陽府推官，升刑部主事。嘉靖三年（1524年）大禮議事件中，反對明世宗立生父為皇考，在左順門跪請改變旨意，下詔獄並被廷杖而亡。隆慶元年（1567年）贈光祿寺少卿。